# Marina Fernández Muelas
Marina Fernández Muelas (nacida el 11 de mayo de 1996) es una futbolista andorrana que juega como centrocampista en la Selección femenina de fútbol de Andorra. En la actualidad su club es el FC Santa Coloma de la Liga Andorrana Femenina.
Marina, fue la autora del primer gol en el debut de la selección en una competencia internacional oficial, siendo esta, la Liga de Naciones Femenina de la UEFA contra Moldavia, obteniendo su primera victoria de este.

## Goles internacionales
19 de agosto de 2024
| N.º | Fecha                    | Lugar                                       | Oponente       | Puntuación | Resultado |
| --- | ------------------------ | ------------------------------------------- | -------------- | ---------- | --------- |
| 1.  | 4 de abril de 2015       | Estadio Victor Tedesco, Ħamrun, Malta       | Malta          | 3-5        | 3-5       |
| 2.  | 16 de febrero de 2022    | Estadio Nacional, Andorra la Vieja, Andorra | Gibraltar      | 4-0        | 4-1       |
| 3.  | 3 de septiembre de 2022  | Centro FAF, Andorra la Vieja, Andorra       | Liechtenstein  | 1-1        | 3-1       |
| 4.  | 18 de junio de 2023      | Estadi Municipal De Palamós, Gerona, España | Arabia Saudita | 0-2        | 0-3       |
| 5.  | 22 de septiembre de 2023 | CSR Orhei, Orhei, Moldavia                  | Moldavia       | 1-1        | 1-2       |